# Ayşe Haseki Sultan
Ayşe Haseki Sultan (turco otomano:سلطان خاصع ئ, "viva") (Cefalonia, c.1614 — Edirne, c.1680) fue la primera y principal consorte del sultán otomano Murad IV, siendo así la madre de la mayoría de los hijos de Murad.

## Vida
La vida de Ayşe en general es totalmente desconocido, probablemente debido a la destrucción de archivos a la muerte de su cónyuge. Privy Purse registra su llegada al harén hacia 1626. Lo único rescatado es que sus orígenes apuntan a ser griega, proveniente de Cefalonia, ubicado en el archipiélago de las Islas Jónicas, qué en ese entonces estaba bajo dominio veneciano. 
Probablemente, Ayşe fue secuestrada en una de las tantas incursiones otomanas entre 1620 y 1621. Ella es mencionada por los embajadores italianos como la mujer que venía de la tierra de su suegra, Kösem Sultan, quien provenía de la isla de Tinos, también ubicada en Grecia.
Los libros del tesoro imperial registran que Murad le otorgó el título de Haseki a Ayşe en febrero de 1630, pero no hay registros que apunten que haya habido un matrimonio de por medio. Murad IV tuvo otra Haseki aunque Ayşe era su consorte principal y la segunda mujer más poderosa en el palacio después de su suegra, la Valide Kösem Sultan.
En 1633, Murad aumentó el estipendio de Ayşe a 2,000 aspers, donde permaneció durante todo su reinado. El aumento probablemente se relacionó con un aumento general de estipendios en todo el palacio durante el reinado de Murad, descrito por Koçi Bey, y estuvo acompañado por un marcado crecimiento en el tamaño del harén. Estos cambios fueron probablemente un aspecto de la dramática afirmación de Murad del control personal del gobierno después de nueve años de la regencia de su madre. 
No se conoce mucho de la personalidad de Ayşe. En 1637, el secretario de los embajadores venecianos, Angelo Alessandrini, habló de Ayşe como una mujer de gran belleza, pero en espíritu, no se parecía en lo más mínimo a su suegra, Kösem. Sin embargo, según Alessandrini, el sultán la tenía en alta estima y la trata como a una reina, y Ayşe también se esfuerza por comportarse como una verdadera reina. Sin embargo, según el secretario, no tiene ninguna posibilidad y en vano intenta imitar a la Valide Sultan en su ropa, joyas y número de sirvientes, pero nunca puede alcanzarla. Alessandrini revela mucho sobre Ayşe con esta breve descripción, pero es importante tener en cuenta que Alessandrini y el embajador con el que trabajo eran admiradores extremadamente leales de Kösem, por lo que no es de extrañar que hablen de Ayşe de esa forma.
Murad tenía cuatro hermanos varones, se decía que Bayezid, su medio hermano, deseaba con ansias el trono otomano y que estaba planeando una rebelión. Cuando Murad se enteró, mando a ejecutarlo tanto a él como a su hermano Şehzade Süleyman (por supuestamente ser su cómplice), aunque es solo una teoría. Probablemente debido a la crueldad de Murad decidió mandar a ejecutarlo a él y a su hermano, Süleyman. El fuerte vínculo entre Ayşe y Murad está bien ejemplificado por el hecho de que Murad se llevó a Ayşe con él en su campaña de Ereván. Esto fue excepcional, porque los sultanes no habían llevado consigo a sus esposas y concubinas favoritas durante siglos, desde el incidente de Bayezid I. Algunos creen que Ayşe dio a luz a un hijo Şehzade Alaeddin durante esta campaña, pero esto probablemente sea el resultado de un malentendido.
Quizás precisamente porque Ayşe estuvo con Murad durante toda la campaña, muchos culpan a Ayşe por la ejecución de los hermanos menores de Murad. Sin embargo, no hay evidencia de que Ayşe alguna vez haya intentado poner a Murad en contra de los príncipes. Después de la campaña, varios testigos presenciales describieron el regreso de Ayşe a Estambul como un evento magnífico. Para Ayşe, este fue probablemente uno de los últimos momentos magníficos, ya que pronto la salud de Murad se deterioro.
Privy Purse registra la presencia de Ayşe como la única Haseki de Murad hasta el final del reinado de diecisiete años de su cónyuge, cuando apareció una segunda concubina, con el altísimo salario de 2.751 monedas al día (pero reducido a 2.000 después de siete meses). Según la historiadora Leslie Peirce, esta mujer habría sido la segunda Haseki de Murad cuyo nombre era Şemsişah. Sin embargo, otros historiadores no están de acuerdo en que esta segunda concubina ostentara oficialmente el título de Haseki.
Murad fallece en 1640 y su hermano Ibrahim, quien tenía problemas mentales, asciende al trono. Ayşe es despojada de su título y fue mandada al eski saray. De ahí en adelante se le menciona escasas veces. De hecho, se menciona que en un intento de impedir que Kösem Sultan casará a su hija Kaya con Melek Ahmed Paşa, ella buscó ayuda en el sultán Ibrahim, quien según la leyenda intentó abusar de ella.

## Muerte
Ayşe Sultan vivió durante el último período de Kösem Sultan, el sultán Ibrahim I, Turhan Hatice Sultan y el sultán Mehmed IV. Después de la muerte de Murad no influyó en la política otomana y no participó en ninguna actividad política. Pasó sus últimos días sola en el antiguo palacio, al igual que las otras consortes de su cónyuge. Falleció en Edirne en 1680, año en que dejó de ser registrada en los documentos del harén. Fue enterrada en la mezquita de Santa Sofía.

## Descendencia
Según varios historiadores, Ayşe tuvo al menos cinco hijos, o más, pero debido a la destrucción de archivos y la prematura muerte de los hijos de Murad tiene solo una hija reconocida y dos en duda:
- Ismihan Kaya Sultan(única hija confirmada de Haseki Ayşe Sultan).(1633 — 28 de febrero de 1659), casada con Melek Ahmed Paşa en 1644. Tuvo descendencia.

Con la gran destrucción de archivos después del fallecimiento de Murad es imposible saber quienes de los hijos de Murad es suyo. 

## En la cultura popular
En la serie de televisión turca, Muhteşem Yüzyıl Kösem, Ayşe Haseki es retratada por la actriz Leyla Feray. En la serie, es la madre de Şehzade Ahmed, Hanzade Sultan y Kaya Sultan. Su muerte es diferente a la realidad: se suicida con sus hijos, a excepción de İsmihan Kaya, años antes de la muerte de Murad.